# Pterastericola sinensis
Pterastericola sinensis — вид війчастих плоских червів родини Pterastericolidae. Вид відомий лише у затоці Мірс біля узбережжя Гонконгу. Хробак паразитує у порожнинах морської зірки Astropecten polyacanthus.